# Les Chants de la Renaissance
Pour plus de détails, voir Fiche technique et Distribution.
Les Chants de la Renaissance (Cîntecele Renasterii) est un film roumain réalisé par Mirel Iliesiu, sorti en 1969.

## Synopsis
Ce documentaire présente une reconstitution de chant choral de la Renaissance.

## Fiche technique
- Titre : Les Chants de la Renaissance
- Titre original : Cîntecele Renasterii
- Réalisation : Mirel Iliesiu
- Scénario : Mirel Iliesiu
- Photographie : Tiberiu Olasz
- Montage :
- Société de production : Studio Alexandru Sahia
- Pays :  Roumanie
- Genre : Documentaire
- Durée : 13 minutes
- Dates de sortie : 
  -  France : mai 1969 (Festival de Cannes)

## Distinctions
Le film a reçu la Palme d'or du court métrage et une mention spéciale dans le cadre du Grand Prix technique lors du Festival de Cannes 1969.